# Boccia aux Jeux paralympiques d'été de 2008
Navigation
Athènes 2004 Londres 2012
Les rencontres de boccia aux Jeux paralympiques d'été de 2008 ont eu lieu du 7 septembre 2008 au 12 septembre 2008. 88 athlètes étaient en compétition dans sept épreuves, quatre individuelles, deux par paires, et une par équipe.
Il s'agit de la septième édition du boccia aux Jeux paralympiques.

## Classification
Les athlètes atteints de handicap moteur grave sont classés en quatre catégories ,:
- BC1 : athlètes paralysés cérébraux qui peuvent être aidés d’un assistant qui ajuste le fauteuil roulant ou fait passer une boule au joueur.
- BC2 : athlètes paralysés cérébraux qui ne peuvent pas être assistés.
- BC3 : athlètes ayant d’importantes difficultés motrices qui peuvent être aidés d’un assistant ou d'un appareil pour lancer la balle.
- BC4 : athlètes ayant des difficultés motrices autres que la paralysie cérébrale mais qui ont les mêmes difficultés qu'un BC1 ou BC2 et ne peuvent pas être assistés.

## Résultats
| Épreuves         | Or                                                                | Argent                                                                             | Bronze                                                                     |
| ---------------- | ----------------------------------------------------------------- | ---------------------------------------------------------------------------------- | -------------------------------------------------------------------------- |
| Individuel BC1   | João Paulo Fernandes (POR)                                        | António Marques (POR)                                                              | Gabriel Shelly (IRL)                                                       |
| Individuel BC2   | Kwok Hoi Ying Karen (HKG)                                         | Nigel Murray (GBR)                                                                 | Manuel Ángel Martín (ESP)                                                  |
| Individuel BC3   | Park Keon-woo (KOR)                                               | Grigorios Polychronidis (GRE)                                                      | Jeong Ho-won (KOR)                                                         |
| Individuel BC4   | Dirceu Pinto (BRA)                                                | Leung Yuk-wing (HKG)                                                               | Eliseu dos Santos (BRA)                                                    |
| Paires BC3       | Corée du Sud Jeong Ho-won Park Keon-woo Shin Bo-mee               | Espagne Yolanda Martin Santiago Pesquera José Manuel Rodríguez                     | Portugal Armando Costa Mário Peixoto Eunice Raimundo                       |
| Paires BC4       | Brésil Eliseu dos Santos Dirceu Pinto                             | Portugal Bruno Valentim Fernando Pereira                                           | Tchéquie Ladislav Kratina Radek Prochazka                                  |
| Par équipe BC1–2 | Grande-Bretagne Zoe Robinson Dan Bentley Nigel Murray David Smith | Portugal João Paulo Fernandes Fernando Ferreira Cristina Gonçalves António Marques | Espagne Francisco Beltrán Pedro Cordero Manuel Ángel Martín José Vaquerizo |

## Tableau des médailles
| Rang  | Nation          | Or | Argent | Bronze | Total |
| ----- | --------------- | -- | ------ | ------ | ----- |
| 1     | Brésil          | 2  | 0      | 1      | 3     |
| 1     | Corée du Sud    | 2  | 0      | 1      | 3     |
| 3     | Portugal        | 1  | 3      | 1      | 5     |
| 4     | Grande-Bretagne | 1  | 1      | 0      | 2     |
| 4     | Hong Kong       | 1  | 1      | 0      | 2     |
| 6     | Espagne         | 0  | 1      | 2      | 3     |
| 7     | Grèce           | 0  | 1      | 0      | 1     |
| 8     | Irlande         | 0  | 0      | 1      | 1     |
| 8     | Tchéquie        | 0  | 0      | 1      | 1     |
| Total | Total           | 7  | 7      | 7      | 21    |